# Gare de Chef-du-Pont - Sainte-Mère
Gare de Chef-du-Pont - Sainte-Mère vasútállomás Franciaországban, Chef-du-Pont településen.

## Vasútvonalak
Az állomást az alábbi vasútvonalak érintik:
- Mantes-la-Jolie–Cherbourg-vasútvonal

## Kapcsolódó állomások
A vasútállomáshoz az alábbi állomások vannak a legközelebb: